# قانون از ماست
قانون از ماست (به هندی: Kanoon Apna Apna) فیلمی محصول سال ۱۹۸۹ و به کارگردانی بی. گوپال است. در این فیلم بازیگرانی همچون دیلیپ کومار، نوتان، سانجی دات، مادهوری دیکشیت، قادرخان، انوپم کهیر، گلشن گروور، راضا مراد ایفای نقش کرده‌اند.